# Coleção Brasiliana – Fundação Estudar
A Coleção Brasiliana – Fundação Estudar é um acervo do tipo brasiliana que foi doado em 2007 à Pinacoteca do Estado de São Paulo e que conta com quase 500 obras, entre pinturas, gravuras, desenhos e livros centrados no século XIX e realizadas, em maior parte, pelos chamados artistas viajantes, estrangeiros que registraram o Brasil e seus habitantes.

## História

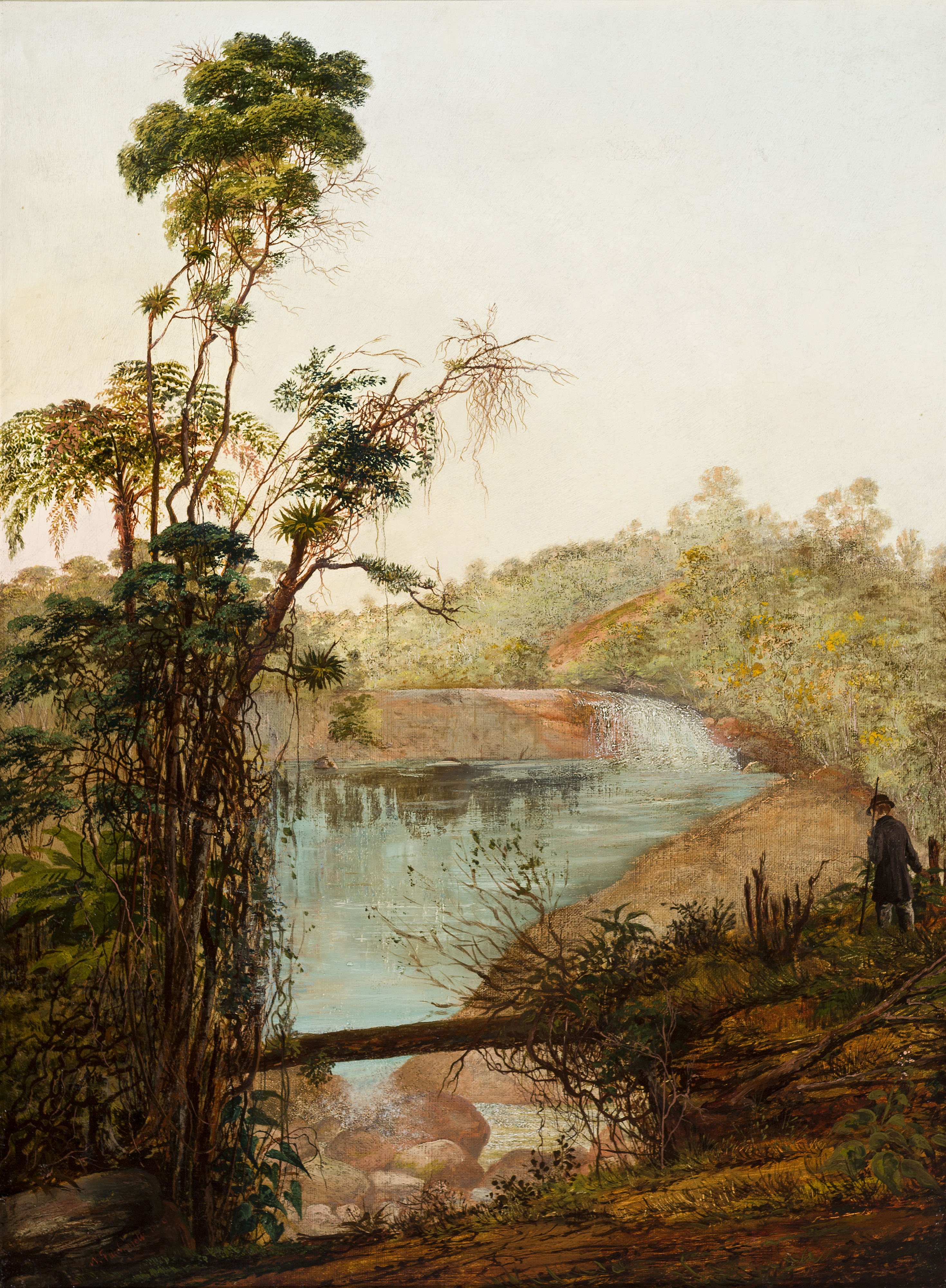
Cascata de Itamaraty em Petrópolis, 1869, Nicola Antonio Facchinetti

As obras foram inicialmente reunidas durante a década de 1940 pelo marchand Jacques Kugel (1912-1985). Foi adquirida pela Fundação Rank-Packard e depois passada para a Fundação Estudar no ano de 1997, na época o acervo contava com 250 obras. Em setembro de 2007, a Fundação Estudar  acordou com a Secretaria de Estado da Cultura de São Paulo, a doação da Coleção Brasiliana para a Pinacoteca do Estado de São Paulo, a doação deu origem a exposição geral do acervo.

## Acervo
A coleção reúne obras do século XIX tendo o Brasil como tema, caracterizando o conjunto como brasiliana). Entre autores brasileiros e estrangeiros destacam-se os trabalhos dos artistas, Jean-Baptiste Debret, Johann Moritz Rugendas, Nicolas-Antoine Taunay, Thomas Ender, Jules Marie Vincent de Sinety, Charles Landseer, Joseph Léon Righini, Manuel de Araújo Porto-Alegre, entre outros.